# Xiphidonema
Xiphidonema is een geslacht van rechtvleugeligen uit de familie sabelsprinkhanen (Tettigoniidae). De wetenschappelijke naam van dit geslacht is voor het eerst geldig gepubliceerd in 1987 door Ingrisch.

## Soorten
Het geslacht Xiphidonema  is monotypisch en omvat slechts de volgende soort:
- Xiphidonema arcuata (Ingrisch, 1987)